# Крстеница
Крстеница (словен. Krstenica, итал. Crestenizza) је насељено место у општини Канал, Горишка регија, Словенија.

## Историја
До територијалне реорганизације у Словенији била је у саставу старе општине Нова Горица. Као самостално насеље Крстеница постоји од 2007. године. Настало је издвајањем дела из насеља Горења вас.

## Становништво
У попису становништва из 2011. године, Крстеница је имала 43 становника.
| 2011 |
| 43   |

Напомена: Године 2007. настала издвајањем дела из насеља Горења вас.